# V senci
V senci (izviren perzijski naslov: زیر سایه‎‎ Zir-e Sayeh) je mednarodno posneta grozljivka iz leta 2016, delo iranskega režiserja Babaka Anvarija, ki je tako posnel svoj prvi film. Zgodba govori o materi in hčerki, ki jih ustrahuje skrivnostno zlo v osemdesetih letih dvajsetega stoletja v Teharanu v vojni mest. V filmu igrajo Narges Rashidi, Avin Manshadi, Bobby Naderi, Ray Haratian in Arash Marandi.
Film je nastal v produkciji Velike Britanije, Jordanije in Katarja. Svojo premiero je film doživel na filmskem festivalu Sundance 2016, priporočala pa ga je ameriška spletna stran Netflix. Bil je britanski kandidat za najboljši tujejezičen film, na izboru oskarjev leta 2016, vendar ni bil nominiran.

## Vsebina
V osemdesetih letih dvajsetega stoletja je v Teheranu med vojno, bivša študentka Shideh morala predčasno zaključiti študij medicine, ker je bila na napačni politični strani med revolucijo. Ko pride domov se znebi knjig o medicini, obdrži pa le tiste, ki ji je podarila mama. Vojna postaja vedno hujša, vendar Shideh ostane v mestu s hčerko Dorso, čeprav jo njen mož Iraj, zdravnik, preprečuje v nasprotno. Iraja kmalu vpokličejo v vojsko in prosi Shideh, da se z Doro preselita, k njegovim staršem na podeželje, kar ona zavrne. Dorsa se vznemiri, ko vidi svojega očeta odhajati, zato ji Iraj obljubi, da jo bo njena najljubša lutka Kimia varovala.
K sosedom Ebrahimijem se nato preseli nov deček, ker so njegovi starši bili ubiti v napadu. Ko se sosedi znajdejo v zaklonišču, deček Dorsi nekaj zašepeta na uho in ji da amulet, ki bi jo naj varoval pred zlobnimi duhovi. Dorsa pove Shideh, da ji je deček povedal zgodbo o Djinih, in da jo bo amulet varoval pred njimi. Shideh med pospravljanjem Dorsine sobe, odvrže amulet stran. Shideh obišče go. Ebrahimi in jo prosi, da dečku pove naj Dorsi ne pripoveduje več zgodbe o duhovih. Vendar ji ga. Ebrahimi pove, da deček ne govori več odkar so umrli njegovi starši. Dorsa zboli in začne imeti nočne more, katere sanja tudi Shideh.
Ko pride, do novega napada, v Shidehino stavbo prileti raketa in povzroči veliko razpoko na stropu njenega stanovanja. Shidehin sosed nato umre zaradi srčnega napada in Dorsa začne pogrešati lutko Kimio. Dorsa se začne čudno obnašati in začne trditi, da je nekaj vedno z njo in vztrajno skuša oditi v zgornjo nadstropje, saj meni da je Kimia tam. Hčerka soseda, ki je umrl zaradi srčnega napada, obišče Dorso in jo sprašuje o duhovih o katerih govori. Ko jo Shideh vpraša zakaj jo to sprašuje, ji soseda pove da srčnega napada njenega očeta ni mogla povzročiti raketa saj v njihovem stanovanju ni pristala, in da je videla svojega očeta pred smrtjo, ki je imel pogled kakor da bi videl duha. Shideh se za to ne zmeni in še vedno misli, da je šlo le za običajen srčni napad, ki ga je povzročila raketa.
Sosedi začnejo odhajati zaradi napadov. Ga. Ebrahimi povabi Shideh k sebi domov in jo sprašuje o Dorsinem čudnem obnašanju, saj sama verjame v Djinne. Opozori jo, da lahko Djinni obsedejo ljudi, in da ukradejo ljubljene stvari svojih žrtev. Sosedov deček nato vpraša Shideh, če je Dorsa že našla svojo lutko. Ebrahimijevi odidejo in Shideh ter Dorsa sta edini stanovalki v stavbi. Shidehine nočne more postanejo vedno hujše in njene osebne stvari začnejo izginjati, prav tako njene kasete za vadbo (katere so prepovedane), ki jih najde v smeteh. Ko vpraša Dorso, če jih je ona vrgla stran, kar Dorsa zanika.
Shidehine nočne more se prelevijo v privide, kjer videva napol golega starejšega moškega in lebdečo čador, ki se premika kot duh. Ko pobegne prividom, jo ujame policija, ker ni primerno oblečena. Dorsa začne trditi, da prav tako videva žensko v čadorju, ki pa ji hoče pomagati najti Kimio. Shideh končno želi oditi k Irajovim staršem, vendar Dorsa noče oditi dokler ne najde Kimie. Shideh je nikjer ne najde in nato prejme klic, kjer ji nekdo z Irajovim glasom govori, da je slaba mati. Shideh nazadnje le najde Kimio in z Dorso odideta.
Ko se skupaj odpravita po stopnicah, Shideh zasliši Dorsine krike iz statnovanja. Shideh pozna, da je bila prejšnja Dorsa le privid in se odpravi po pravo Dorso. Dorso najde pod posteljo, vendar kmalu z grozo spozna da je to še en privid. Ko najde pravo Dorso, ju napade privid čadorja, vendar mu uspeta pobegniti in odideta iz mesta. Shideh v avtu spozna, da so v stavbi ostale njene knjige medicine in glava Kimie, kar pomeni, da ju lahko Djinni začnejo spet nadlegovati.

## Igralci
- Narges Rashidi kot Shideh
- Avin Manshadi kot Dorsa
- Bobby Naderi kot Iraj
- Ray Haratian kot g. Ebrahimi
- Arash Marandi kot dr. Reza
- Bijan Daneshmand kot direktor
- Aram Ghasemy kot ga. Ebrahami
- Saussan Farrokhnia kot ga. Fakur
- Behi Djanati Atai kot Pargol
- Hamidreza Djavdan kot g. Fakur
- Nabil Koni kot g. Bijari
- Karam Rashayda kot Mehdi
- Zainab Zamamiri kot Sogand
- Khaled Zamameri kot Ali
- Jalal Izzat kot steklar
- Suhaila Armani kot stražarka v zaporu
- Amir Hossein Ranjbar kot mlad vojak
- Houshang Ranjbar kot starejši policist

V igralski zasedbi so tudi Ehab Rousan in Rami Mehyar kot revolucionarna stražarja, Ahmad Mehyar in Abu Rashed kot reševalca, ter Zeid Jad in Motasem Younis kot gasilca.